# Henri Bichi
Enrico Bichi, dit Henri Bichi (Henri Alexandre Alfred à l'état civil), est un mosaïste italien né le 17 juillet 1855 à Firenzuola installé à Paris; son atelier situé dans les XVIIIe puis IXe arrondissements  4 bis, rue Laferrière, est actif au moins entre 1886 à 1908.

## Biographie
Henri Bichi et sa femme Marie Morino, née le 6 novembre 1862 à Rome, sont naturalisés français par décret du 7 octobre 1895.
Henri Bichi, du fait des difficultés d'approvisionnement en mosaïques vénitiennes à partir de 1887, compte tenu du renchérissement des droits de douane, fit travailler les émaux de Briare sur des tesselles colorées avec M. Vannutelli, directeur de la Manufacture nationale de mosaïque, une des quatre manufactures nationales à la fin du XIXe siècle avec la Manufacture nationale de Sèvres (à laquelle elle fut un temps rattachée), la Manufacture de Beauvais et la Manufacture des Gobelins. Il en fit un rapport à la société centrale des architectes français en 1891 expliquant le rôle des émaux dimensionnés dans la baisse du prix de revient des travaux en mosaïque. 
Son gendre, Cleto Morino né à Anzio en 1875, prit sa succession dans l'atelier du 2 bis rue Laferrière en 1907 .

## Principales réalisations

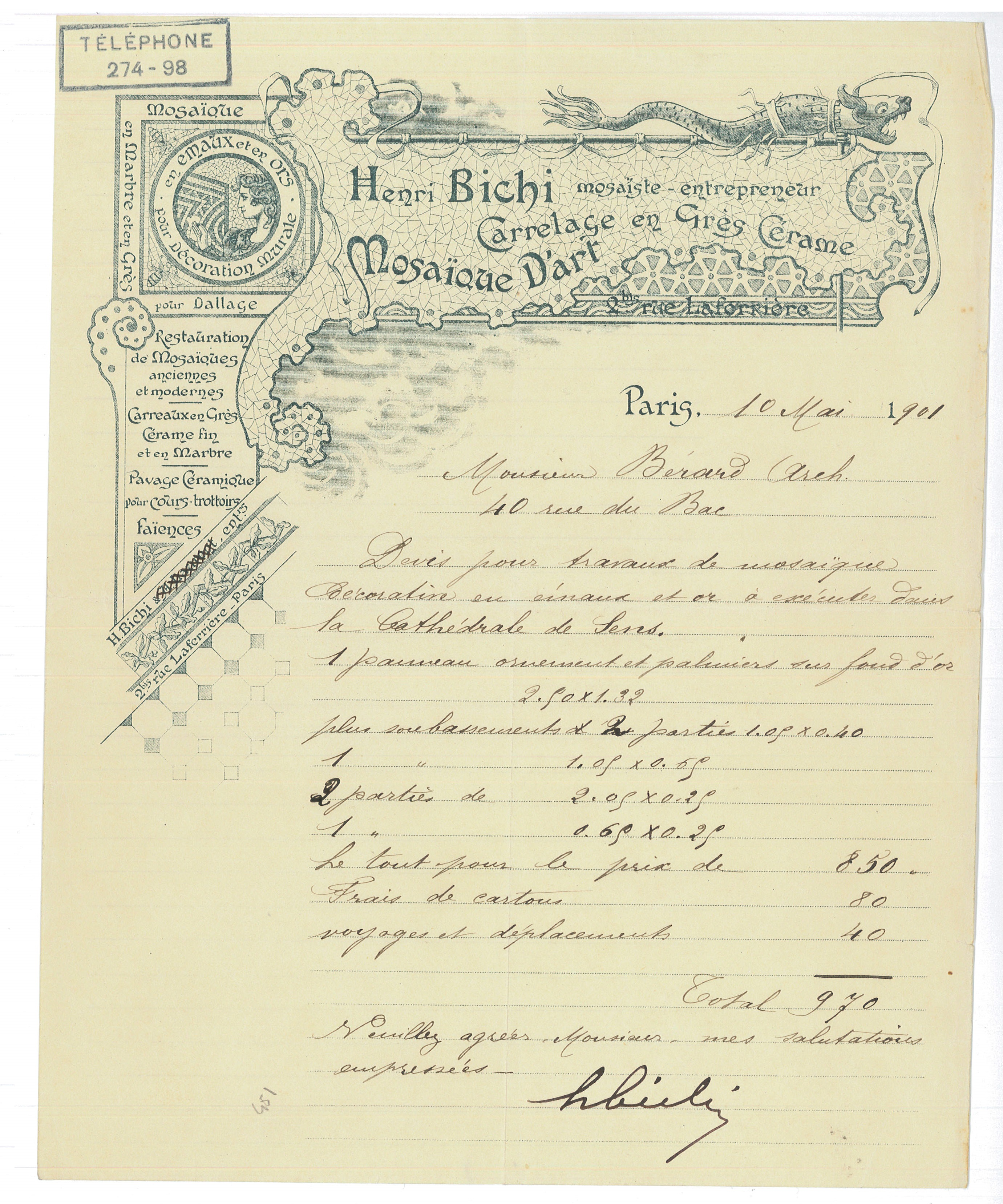
Papier à entête du mosaïste Henri Bichi, 1901 - Archives nationales

Parmi ses principales réalisations, on peut citer :
- Le siège de la Caisse nationale d'épargne (hôtel de Choiseul-Praslin), vers 1886[6] ;
- Les pavillons de Serbie, architecte Alfred Labonige, d'Italie, architecte Manfredo Manfredi, du Chili et le pavillon du Gaz pour la France, architecte Pierre-Henri Picq, lors de l'exposition universelle de Paris de 1889, pour laquelle il reçut une mention honorable[6],[7] ; Il reçut également un grand prix pour la "Mosaïque Française" de Briare à cette occasion [8].
- Une partie des mosaïques en émaux de Briare de la basilique du Sacré-Cœur de Montmartre en 1890[9] ;
- Les mosaïques en émaux de Briare des thermes du Monts Dore 1892[10];

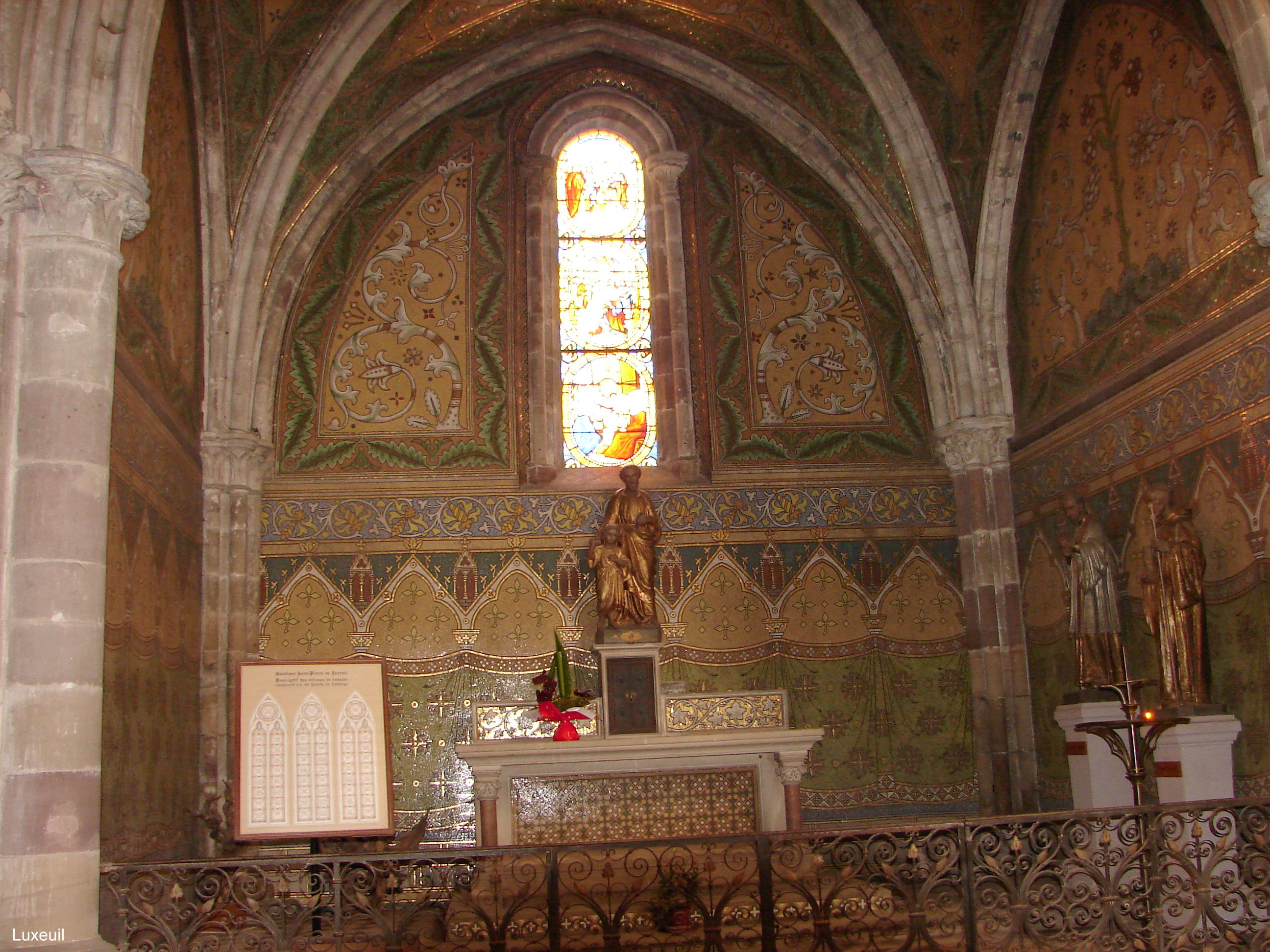
Mosaïques de la basilique Saint-Pierre de Luxeuil-les-Bains par Henri Bichi en émaux de briare

- Les mosaïques de la chapelle du Grand séminaire de Besançon, architecte Édouard Bérard (1894)[11] ;
- Les mosaïques en émaux de Briare pour la brasserie Mollard à Paris, 1895 en collaboration avec l'architecte Édouard-Jean Niermans[12] ;
- La façade de la chapelle Notre-Dame, Église Saint-Honoré-d'Eylau (église nouvelle) à Paris, 1897 (cartons par Eugène Grasset)[13] ;
- Les mosaïques en émaux de Briare de la basilique Saint-Pierre de Luxeuil-les-Bains (1898)[14]
- La chapelle funéraire de Jules Hunebelle (architectes : Raymond Barbaud et Édouard Bauhain), au cimetière de Clamart, 1899 ;
- Le belvédère de Châtillon à Rosny-sur-Seine, architecte F. Boiret, 1900;
- La chapelle Cousin de Méricourt au cimetière du Père-Lachaise, architecte H. Boitel, 1901[15];
- Le magasin Félix Potin, architecte Paul Auscher, rue de Rennes à Paris, 1904[16] ;
- La Samaritaine à Paris, architecte Frantz Jourdain, carton par Eugène Grasset, enseigne réalisée avec son gendre, C. Morino[17];
- La Villa Marcot, architecte Henri Sauvage et Charles Sarazin, à Compiègne, 1908[18],[19];
- Divers travaux pour le musée du Louvre, le casino du Tréport, une villa sur les coteaux de Saint-Cloud (architecte : E. Armand)[6].
- Gare de Boulainvilliers (Paris XVIe), trois inscriptions en mosaïque.